# Al Jawf
Al Jawf (àrab: الجوف, al-Jawf) és una ciutat del sud-est de Líbia, capital del districte d'Al Kufrah. La ciutat està situada a l'oest de l'oasi Kufra.

## Clima
A la ciutat gairebé no plou, solament aproximadament 2.5 mm a l'any. Cada any, les temperatures solen superar els 32 °C durant gairebé dos cents dies. A l'estiu les altes temperatures poden arribar als 40 °C.

## Situació durant la Guerra Civil
Breument durant la revolta líbia de 2011, la ciutat va caure sota el control de l'oposició al govern de Muamar Gadafi. El 28 d'abril la ciutat va ser represa pels lleials a Gadafi.